# Nándor Éber
Nándor Éber (nato Eberl Ferdinandus Balthasar Bartholomeus) (Budapest, 23 maggio 1825 – Budapest, 27 febbraio 1885) è stato un giornalista e militare ungherese naturalizzato britannico, prese parte alla spedizione dei Mille.

## Biografia
Nacque a Buda da János ragioniere di corte e Mária Jakubicska .
Studiò legalmente all'Università di Scienze di Budapest per poi avviare un'insolita carriera diplomatica studiando all'Accademia d'Oriente di Vienna. Completato il corso annuale, lavorò per alcuni mesi nel ministero degli Esteri, per poi essere nominato segretario dell'Ambasciata di Costantinopoli all'inizio del 1848. A marzo, lasciò il lavoro e tornò in patria (che si era resa indipendente).
Nel 1851 andò in Inghilterra, dove studiò scienze militari. Le sue conoscenze militari, politiche e diplomatiche gli permisero di lavorare nel campo giornalistico come corrispondente del The Times in Oriente.
Tra il 1853 e il 1856 partecipò alla Guerra di Crimea con i turchi.
Ferdinand Eber giunse in Sicilia come corrispondente del "Times" per cui lavorava dall'epoca della guerra in Crimea. Dopo aver fornito a Garibaldi informazioni utili sullo schieramento borbonico all'interno della città di Palermo, il 16 maggio 1860, partecipò alla formazione della legione ungherese. Questa inizialmente contava 50 uomini che arrivarono a essere 500 volontari. La Brigata, denominata "Eber",  racchiuse tutti i combattenti stranieri e fu guidata da Eber con il grado di colonnello brigadiere e dal tenente colonnello Lajos Tukory, che cadde a Palermo il 29 maggio 1860. Passata al comando di Stefano Turr, divenuto in quei mesi governatore di Napoli, fu utilizzata per reprimere focolai di rivolta in provincia di Avellino, fino al Plebiscito. Turr fu posto in congedo nel dicembre 1861, mentre Eber aveva lasciato l'Italia nell'ottobre 1860.
Dopo la campagna, si dimise dall'esercito italiano e lavorò come giornalista in Francia, Italia e Inghilterra.
Nel 1867, col compromesso del Dualismo tra Austria e Ungheria, tornò in patria.
Nel 1883 fu eletto membro del Consiglio di amministrazione delle linee ungheresi delle Ferrovie dello Stato austriache.